# Cheiridopsis denticulata
Cheiridopsis denticulata es una especie de planta suculenta perteneciente a la familia Aizoaceae y endémica de Sudáfrica.

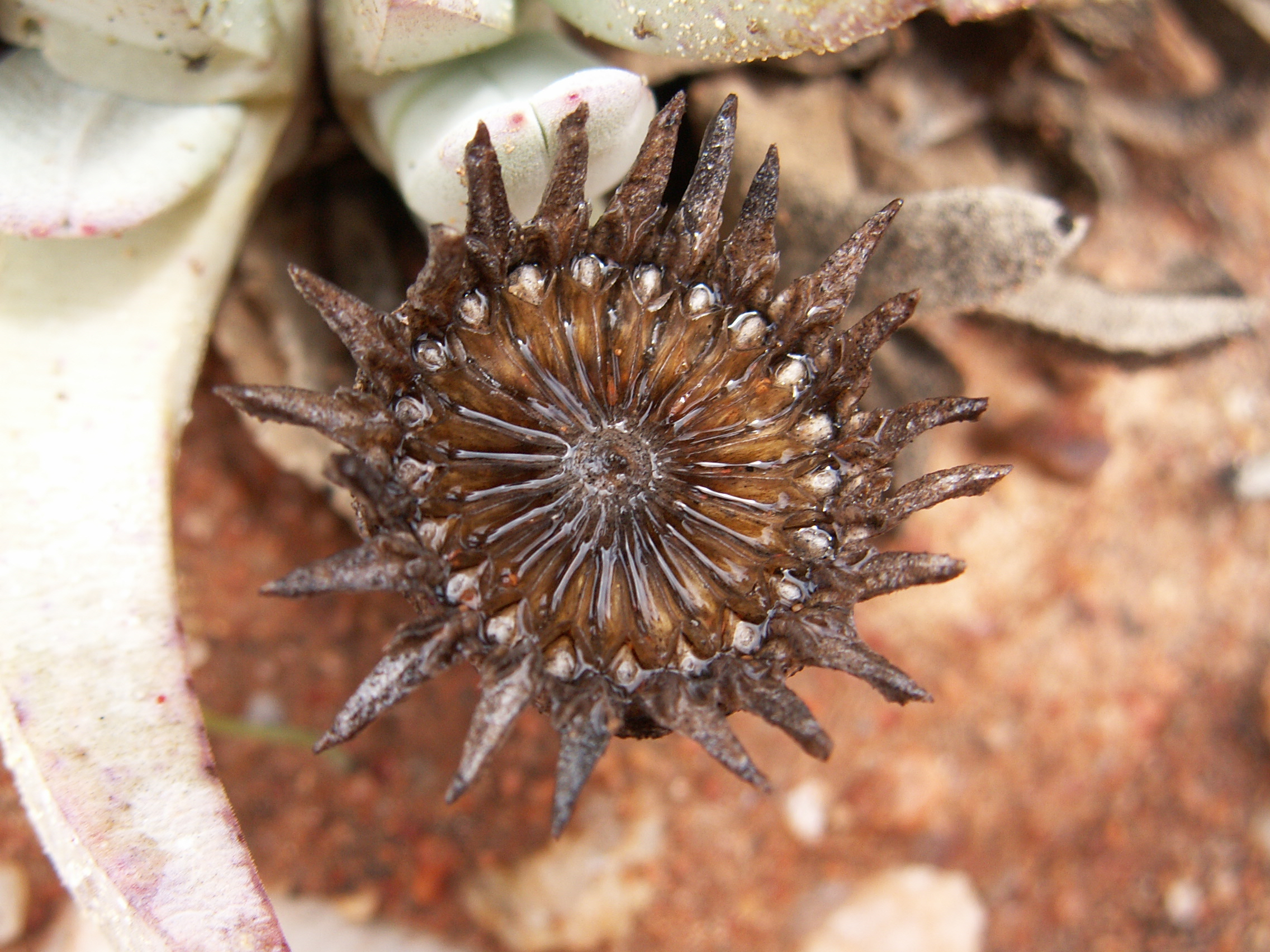
Detalle de la planta

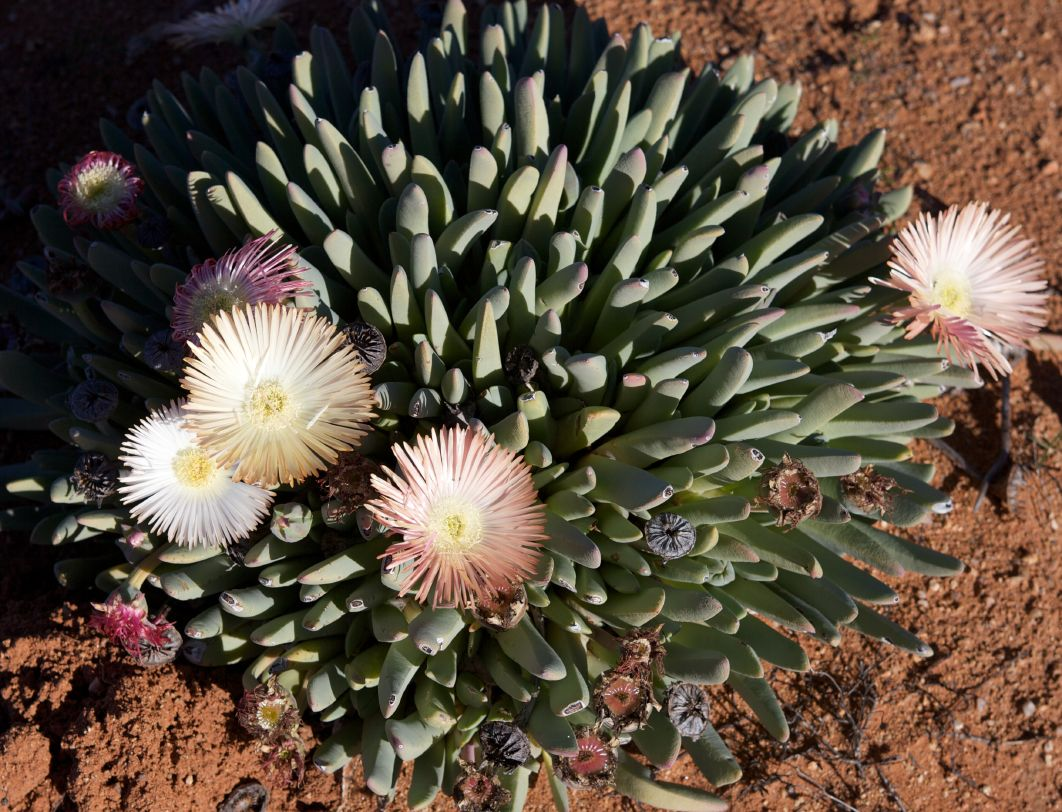
Vista de la planta con flor

## Descripción
Es una pequeña planta suculenta perennifolia que alcanza los 15 cm de altura a una altitud de 300 - 1200 metros en Sudáfrica.
Es extremadamente resistente a la sequía y crece profusamente. Las hojas se agrupan en dos o tres pares, con las más pequeñas fuera y las más grandes en el interior. Se cubre de flores amarillas la mayoría del año en climas moderados. Resiste ligeras heladas.

## Taxonomía
Cheiridopsis denticulata fue descrita por (Haw.) N.E.Br. y publicado en Gard. Chron. 1926, Ser. III. lxxix. 407.
Etimología
Cheiridopsis: nombre genérico que deriva del griego: cheiris = "mano, vagina" y -opsis = "similar", donde se refiere a las vainas parecidas al papel, que se forman durante el período de descanso.
denticulata: epíteto latino que significa "con pequeños dientes".
Sinonimia
- Cheiridopsis candidissima (Haw.) N.E.Br.
- Cheiridopsis denticulata var. glauca (Haw.) N.E.Br.
- Cheiridopsis inconspicua N.E.Br.
- Cheiridopsis littlewoodii L.Bolus
- Cheiridopsis macrophylla L.Bolus
- Cheiridopsis vanheerdei L.Bolus
- Mesembryanthemum denticulatum Haw.[5]